# Varberg (stacja kolejowa)
Varberg (szwedzki: Varbergs station) – stacja kolejowa w Varbergu, w regionie Halland, w Szwecji. Znajduje się na Västkustbanan i Viskadalsbanan. Stacja jest obsługiwana przez Öresundstågen. Dworzec autobusowy znajduje się na północ od budynku stacji. Po drugiej stronie torów od dworca położony jest terminal promowy z kursami do Grenaa.

## Historia
Varberg uzyskał swoje pierwsze połączenie kolejowe w 1880 r., kiedy otwarto linię Varberg – Borås w dniu 27 października. Później otwarto linię wzdłuż zachodniego wybrzeża (obecna Västkustbanan) przez Mellersta Hallands Järnväg (Varberg-Halmstad), która została otwarta 17 września 1886 i do Göteborga 31 sierpnia 1888. Trzecie połączenie kolejowe uzyskał w 1911 do Ätrans. Zostało ono zamknięte w 1961 roku.

## Linie kolejowe
- Västkustbanan
- Viskadalsbanan